# Język ketengban
Język ketengban, także: kufel-wenga, kupel, oktengban – język transnowogwinejski używany w indonezyjskiej prowincji Papua, w rejonie gór wschodnich (na wschód od terytorium Nalca, na zachód od Ngalum, blisko granicy z Papuą-Nową Gwineą). Należy do grupy języków mek. Nazwa „mek” (oznaczająca wodę lub rzekę) określa szereg pokrewnych języków i kultur w regionie.
Według danych z 2000 roku posługuje się nim blisko 10 tys. osób. Katalog Ethnologue wyróżnia cztery dialekty: okbap, omban, bime, onya.
Pod auspicjami Summer Institute of Linguistics zebrano słownictwo ketengban (1990). Jest zapisywany alfabetem łacińskim.